# Istoria informaticii în România
Primele inițiative în realizarea calculatoarelor electronice în România au apărut la Institutul de Fizică Atomică (IFA), unde s-a realizat primul calculator din România de generația 1 (cu tuburi electronice), în perioada 1954-1957, sub conducerea lui Victor Toma (membru de onoare al Academiei Române), cu denumirea de CIFA-1 (Calculatorul Institutului de Fizică Atomică), în cadrul Secției de electronică din IFA, sub conducerea științifică și orientarea acad. Tudor Tănăsescu. Modelul experimental CIFA-1, a fost reprodus în sistem de microproducție, în alte două exemplare cu tuburi și în câteva exemplare tranzistorizate, după 1963, în două modele: CIFA-10X și CET-50X. 
Prin realizarea CIFA-1, România a fost cea de a 8-a țară din lume și cea de-a doua țară din rândul țărilor socialiste care au reușit proiectarea și realizarea unui calculator electronic [1]. 
Prin realizarea CET-500, primul calculator românesc complet tranzistorizat, România a devenit a 11-a țară din lume care a construit un asemenea calculator.
Alte modele de calculatoare de generația 1 și 2 au fost realizate la Timișoara, sub denumirea de MECIPT (Mașina Electronică de Calcul a Institutului Politehnic Timișoara) – MECIPT-1 în 1961, MECIPT-2 în 1965 și MECIPT-3 în 1967–1974 (nefinalizat), fiind construite de un colectiv format din Wilhelm Löwenfeld, Iosif Kaufmann, Vasile Baltac, Dan Farcaș, Gavril Gavrilescu și Ștefan Mărușter.
A urmat apoi la Cluj seria DACICC (Dispozitiv Automat de Calcul al Institutului de Calcul din Cluj) - DACICC-1 în 1963 și DACICC-200 în 1968, construite sub conducerea acad. Tiberiu Popoviciu de inginerii 
M. Bocu, Gh. Farkas, B. Azzolla, I. Juhasz, M. Rosmann, T. Mureșan, D. Beloiu, M. Mușteanu și M. Pătru și matematicienii E. Muntean, L. Negrescu, T. Rus, S. Hannes, V. Costea, St. Nițchi, W. Schuster, S. Laslău-Popescu și M. Mitrov. DACICC-1 a fost primul calculator românesc cu tranzistori (nefiind complet tranzistorizat) și totodată primul cu memorie internă din ferite. DACICC-200 a fost primul calculator românesc cu sistem de operare și compilator, precum și cu instrucțiuni aritmetice cablate hard. 
Alte calculatoare (analogice sau cu relee electromagnetice)
- in anii 1958/59, s-a realizat un calculator analogic performant (MAC1-1965) cu câteva zeci de amplificatoare operaționale și elemente neliniare, folosit în cercetările conduse de V. M. Popov la Institutul de Energetică al Academiei, unde a fost fundamentat principiul hiperstabilității sistemelor automate, recunoscut pe plan mondial cu numele autorului.
- in 1959 a fost construit la Institutul de Calcul din Cluj calculatorul experimental MARICA “Mașina Automată cu Relee a Institutului de Calcul al Academiei”.

## Cronologia calculatoarelor din generația I și a II-a
- CIFA-1  (1954-1957) (generația 1) (București) „Calculatorul Institutului de Fizică Atomică”, primul calculator electronic din România, construit sub îndrumarea lui Victor Toma. Primele inițiative în realizarea calculatoarelor electronice în România au apărut la Institutul de Fizică Atomică (IFA), unde s-a realizat primul calculator din România de generația 1 (cu tuburi electronice), în cadrul Secției de electronică din IFA, sub conducerea științifică și orientarea acad. Tudor Tănăsescu. Modelul experimental CIFA-1, a fost reprodus ulterior în sistem de microproducție, în alte două exemplare cu tuburi și în câteva exemplare tranzistorizate, după 1963, în două modele: CIFA-l0X și CET500. Prin realizarea CIFA-1 România a fost cea de a 8-a țară din lume și cea de-a doua țară din rândul țărilor socialiste care au reușit proiectarea și realizarea unui calculator electronic [1]. Caracteristici: 1500 de tuburi electronice; 50 de operatii/sec;
- MARICA  (1959) (cu relee electromagnetice) (Cluj-Napoca) “Mașina Automată cu Relee a Institutului de Calcul al Academiei”, calculator experimental, pe bază de relee electromagnetice. A fost construit de M. Rossman la Institutul de Calcul al Academiei Române.
- CIFA2  (1959) (generația 1) (București) construit la Institutul de Fizică Atomică, sub îndrumarea lui Victor Toma.
- MECIPT-1  (1957-1961) (generația 1) (Timișoara) „Mașina Electronică de Calcul a Institutului Politehnic Timișoara", construit la Politehnica Timișoara de o echipă formată din Wilhelm Löwenfeld și Iosif Kaufmann. Este socotit al doilea calculator electronic construit în România, și primul calculator electronic construit într-o universitate din România. Caracteristici: 2000 de tuburi electronice; memorie pe tambur magnetic cu 1024 de adrese pe 31 de biti ~4 KB; 50-70 de operatii/sec.
- CIFA3  (1961) (generația 1) (București) construit la Institutul de Fizică Atomică, sub îndrumarea lui Victor Toma.
- CIFA-101  (1962) (generația 1) (București) construit la Institutul de Fizică Atomică, sub îndrumarea lui Armand Segal. Caracteristici: 50-2000 de operatii/sec; Memorie interna: 4k cuvinte 4 biti
- CIFA4  (1962) (generația 1) (București) construit la Institutul de Fizică Atomică, sub îndrumarea lui Victor Toma.
- DACICC-1  (1959-1963) (generația 1) (Cluj-Napoca) (Dispozitiv Automat de Calcul al Institutului de Calcul Cluj) Socotit al treilea calculator electronic în România, a fost construit sub conducerea acad. Tiberiu Popoviciu, de o echipă formată din inginerii Gh. Farkas, M. Bocu, B. Azzolla, I. Juhasz și M. Rossmann, și matematicienii E. Muntean, L. Negrescu și T. Rus. DACICC-1 a avut două caracteristici importante: 
  - a fost primul calculator electronic din țară având în componență tranzistori (nefiind însă complet tranzistorizat) și
  - a fost primul calculator electronic din țară având memorie internă pe bază de ferite.

Conform [1], România a fost în 1963 a 11-a țară din lume care a construit un calculator cu tranzistori. Alte caracteristici: frecvență de tact 100 KHz, permițând 2000 de adunări/secundă. A funcționat aproape o decadă, fiind folosit la rezolvarea a numeroase probleme practice, cu ajutorul lui formându-se așa numita Scoala Clujeană de Analiză Numerică și Teoria Aproximării.
- CET500  (1964) (generația 2) (București) “Calculator Electronic Tranzistorizat”: construit la Institutul de Fizică Atomică, sub îndrumarea lui Victor Toma. Caracteristici:
  - CET500 este primul calculator românesc complet tranzistorizat;
  - prin acest calculator, România a devenit a 11-a țară din lume care a construit un calculator complet tranzistorizat;
  - 5000 de operații/sec
- CIFA102  (1964) (generația 1) (București) construit la Institutul de Fizică Atomică, sub îndrumarea lui Armand Segal. Caracteristici: 50-2000 de operatii/sec, Memorie interna: 4k cuvinte, 4 biti
- MECIPT-2  (1963-1965) (generația 2) (Timișoara) „Mașina Electronică de Calcul a Institutului Politehnic Timișoara", construit la Politehnica Timișoara de o echipă formată din Wilhelm Löwenfeld, Iosif Kaufmann și Vasile Baltac. Caracteristici: 10000 de operații/sec
- CET501  (1966) (generația 2) (București) “Calculator Electronic Tranzistorizat”: construit la Institutul de Fizică Atomică, sub îndrumarea lui Victor Toma. Caracteristici: 12000 de operatii/sec
- DACICC-200 (1963-1968) (generația 2) (Cluj-Napoca) (Dispozitiv Automat de Calcul al Institutului de Calcul Cluj) A fost construit, sub conducerea acad. Tiberiu Popoviciu, de o echipă de ingineri formată din M. Bocu, Gh. Farkas, I. Juhasz, T. Mureșan, D. Beloiu, M. Mușteanu și M. Pătru, și cu software realizat de matematicienii E. Muntean, Șt. Nițchi, L. Negrescu, T. Rus, S. Hannes, V. Costea, W. Schuster, S. Laslău Popescu, M. Mircu.  DACICC-200 a fost primul calculator românesc cu sistem de operare și compilator (DACICC-FORTRAN), având cele mai performante caracteristici înainte de fabricarea calculatoarelor sub licență; unele caracteristici au fost superioare chiar și primelor calculatoare sub licență (200.000 op./sec, numere în virgulă mobilă reprezentate pe 24 biți, față de 16 biți la IRIS).   A avut trăsături avansate pentru acea vreme: aritmetică flotantă cablată hard (rezultând în instrucțiuni directe pentru aritmetica flotantă – cu viteză mai mare față de instrucțiunile emulate), memorie modulară, cu simultaneități precum overlap (suprapunerea în timp a pregătirii unei instrucțiuni cu execuția precedentei) și simultaneitatea funcțională a blocurilor de memorie (întâlnită azi doar la calculatoarele paralele multiprocesor).
- MECIPT-3 (1967-1974) (generația 2) (Timișoara), construit la Politehnica Timișoara, dar nefinalizat, preconizat a fi echipat cu memorie cu ferite de 4 Ki cuvinte pe 38 de biti. [2][3]

## Observații asupra calculatoarelor din generația I și a II-a

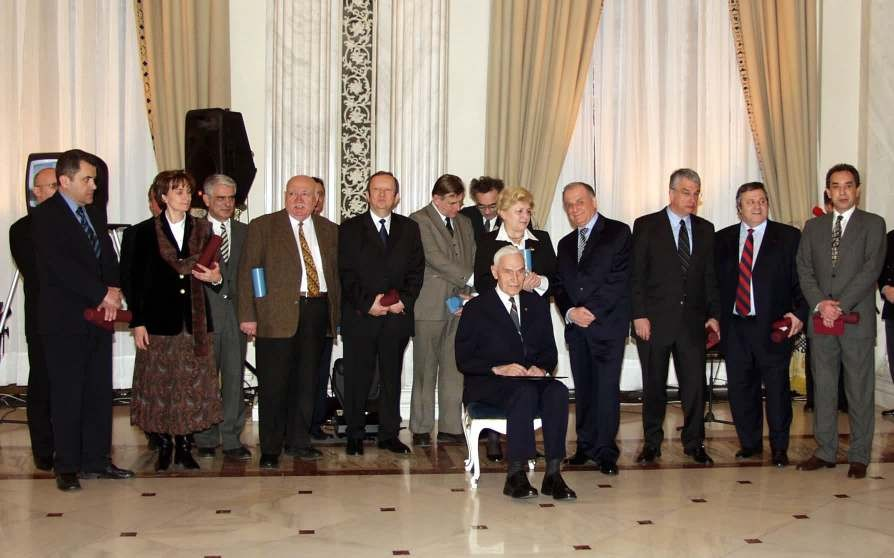
Decorarea pionierilor informaticii românești

Calculatoarele din generația I și a Il-a realizate în țară ca modele experimentale sau în microproducție aveau limitările cunoscute realizărilor similare pe plan internațional, fiind extrem de dificil de utilizat de cei care nu erau dispuși să învețe realizarea programelor aplicative în limbaj mașină (în binar sau octal) și să se implice în operarea calculatoarelor, care nu dispuneau de sisteme de operare și utilitare, precum și de alte facilități. Tehnologiile de fabricație și componentele, mai ales electromecanice, nu puteau asigura un minimum de fiabilitate în rularea unor programe de mari dimensiuni, deoarece o eventuală întrerupere presupunea relansarea în execuție a programului de la început. Cu toate aceste inconveniente, calculatoarele realizate în țară au fost utilizate cu succes în calcule tehnico-inginerești pentru realizarea unor obiective deosebite (baraje, clădiri de mari dimensiuni, utilități pentru platforme industriale, poduri, etc.). O excepție notabilă o constituie DACICC-200, care a avut sistem de operare și compilator (DACICC-FORTRAN). 
Recunoașterea meritelor. În 2003 președinția României, recunoscându-i ca pionieri ai informaticii românești, i-a decorat pe Victor Toma, Armand Segal, Vasile Baltac, Gheorghe Farkas, Mircea Bocu și Emil Muntean cu Ordinul Național Serviciul Credincios în grad de Cavaler.

## Calculatoarele din generația a III-a
România a încercat să se implice și în crearea unor calculatoare de generația a III-a, pe bază de microprocesoare dar, datorită embargoului de tehnologii informatice la care statele socialiste erau supuse de către SUA această implicare a fost mult îngreunată. În anul 1968 s-a reușit semnarea unui acord secret de colaborare în domeniul informaticii cu Franța, acordul fiind posibil datorită poziției autonome a Franței în cadrul NATO. Acordul a fost semnat cu ocazia vizitei Generalului Charles de Gaulle în România, în anul 1968. La acel moment Franța decisese fabricația unei familii de calculatoare în cadrul programului „Plan Calcul”, ca urmare a unor restricțiilor impuse de USA la importul de calculatoare performanțe necesare programelor militare, spațiale, nucleare ale Franței. România a fost acceptată de Franța ca partener în realizarea primului model de calculator din familia IRIS (IRIS 50) al firmei CII (Compagnie internationale pour l'informatique). 
Calculatorul IRIS 50 al companiei CII a fost astfel adaptat în România sub numele de Felix C-256 fiind un model evoluat al calculatorului SDS 960, realizat în anii 1969 de un grup de specialiști francezi ce lucraseră în cadrul companiei IBM în proiectul proiectul Stretch (IBM 7030), proiect care a fost baza căruia familiei de calculatoare IBM 360.
Fabricația calculatorului a declanșat realizarea unor investiții deosebite:
- Întreprinderea de calculatoare electronice Felix (ICE Felix), București
- Întreprinderea de memorii pe ferite, la Timișoara.
- Întreprinderea pentru repararea și întreținerea utilajelor de calcul (IIRUC), București.
- Întreprinderea de echipamente periferice (FEPER) București
- Societatea mixtă Rom Control Data SRL (RCD), prima și singura societate mixtă realizată cu tehnologie americană în fostele țări socialiste în domeniul IT.
- Institutul de cercetare proiectare pentru utilaje și echipamente de calcul (ICPUEC), devenit ulterior Institutul pentru Tehnică de Calcul (ITC), care avea sarcina asimilării licenței de fabricație, împreună cu Întreprinderea de calculatoare, precum și responsabilitatea pentru software-ul de bază, compilatoare, utilitarele calculatorului Felix C-256.

Pregătirea punerii în valoare a calculatorului asimilat in fabricație, prin realizarea de programe aplicative, prin proiectarea și realizarea unui cadru instituțional corespunzător:
- Crearea Institutului de Cercetări în Informatică (ICI), care avea responsabilitatea preluării licenței pentru programele aplicative și realizarea unei biblioteci naționale de programe după modelul EPL (European Program Library) al firmei IBM, cu programe realizate în țară. I Crearea unui centru de instruire și perfecționare a specialiștilor pentru utilizarea calculatoarelor în cadrul ICI.
- Crearea unor centre teritoriale pentru servicii de prelucrare automată a datelor și pregătirea specialiștilor la viitori beneficiari de calculatoare din teritoriu, realizate pe baza unor proiecte tip, în două variante, implementate la Timișoara, Cluj, Iași și Pitești, care urmau să fie generalizate în toate capitalele de județ.
- Crearea unor centre de calcul în universități din marile centre universitare, în institute de cercetare-proiectare și în întreprinderi reprezentative din marile platforme industriale.

### Sistemele Felix M
Ca urmare a acordului realizat în anul 1968 și a investițiilor în domeniu a început realizarea pe scară largă a microcalculatoarelor din familia Felix, sisteme informatice de generația a III-a. Sistemele din familia Felix proiectate și realizate în perioada 1975-1981. Familia de calculatoare Felix cuprindea  Felix M18, Felix M18B și Felix M18GS. Toate cele trei tipuri de calculatoarea aveau o concepție unitară din punctul de vedere hardware și al sistemului de operare. Toate foloseau un microprocesor Intel 8080, care avea un repertoriu de 78 de instrucțiuni cu lungime variabilă (între unul și trei octeți). Viteza medie de execuție era de aproximativ 250.000 de instrucțiuni pe secundă. Microcalculatoarele Felix au fost utilizate pe scară largă în țară fiind de asemenea și exportate.

#### Sistemul de operare utilizat de calculatoarele Felix
În exploatarea sistemelor de calculatoare Felix s-au folosit trei pachete de sisteme de operare:
- M18-ROS (un sistem de exploatare rezident)
- M18TOS (un sistem  de exploatare rezident orientat pe benzi perforate și benzi magnetice)
- SFDX II (un sistem mixt, dezvoltat din cele două)

#### Dotare hardware
Apariția microprocesorului pe 16 biți de la Intel  (Intel 8086) în anul 1978 a permis realizarea cu costuri reduse a unor microsisteme performante capabile să preia locul minicalculatoarelor. Procesorul Intel 8086 opera la o frecvență de 5 MHz și conținea 29.000 de tranzistori realizați cu tehnologia HMOS. Microcalculatorul 8086 conținea pe o plachetă următoarele resurse: microprocesorul, memorie biport de 32 Kio, extensibilă până la 1 Mo, 24 de linii de intrare ieșire programabile, cu socluri pentru circuitele de comandă a liniilor și pentru rezistențe terminator, interfață serial sincronă și asincronă compatibilă RS232C, etc.

#### Dotare software
În condițiile existenței unei memorii RAM de 64 Kio, s-a putut implementa un sistem de operare pe disc (SFX II). Acest sistem de operare permitea lucrul cu module software precum : asamblor, editor de legături, bibliotecar, editor de texte, monitor de sistem, convertor de cod 8080/8086, compilator pentru limbajul CP/M.

#### Felix-PC
În anii 1985-1986, Felix-PC a reprezentat un nou tip de microcalculator personal. Era bazat tot pe microprocesoare din generația a treia, avea aveau un grad ridicat de integrare tehnologică, o formă compactă și un sistem de programe care acoperea o arie vastă de aplicații. Datorită structurii sale modulare, Felix-PC a fost folosit atât ca și sistem universal cât și pentru aplicații specializate. 
Felix-PC a fost proiectat de către Institutul Politehnic București între anii 1983-1984, fiind compatibil cu IBM-PC. Modelul a fost apoi preluat pentru producția în serie de către Întreprinderea de Calculatoare Felix S.A. fiind produs în serie între anii 1985-1990.
Felix-PC avea o structură modulară formată dintr-un modul de bază ce conținea resursele hardware minimale (unitatea centrală, tastatura, consola, imprimanta și unitățile de discuri flexibile) dar la care i se puteau adăuga alte module ca de pildă coprocesorul matematic NDP 8087. 
Au existat mai multe modele Felix-PC: M18, M118, M216, CUB, CUB-Z și Junior-XT.

## Alte calculatoare românești
O altă familie de calculatoare românești sunt cele din familia de minicalculatoare CORAL realizata de ing. Dan Tonceanu și colaboratorii la Fabrica de Calculatoare București. Acest calculator a fost exportat și în occident. 
De asemenea, la Universitatea Politehnică București a fost realizat pentru prima oară în România o mașină de inteligență artificială (DIALISP) care lucra direct în limbajul LISP prezentată public în anul 1984.

## Home computerele
Home computerele au fost reprezentate în România de Calculatoare de mici dimensiuni, proiectate să lucreze folosind televizorul pe post de monitor, care în general nu aveau disc optic și care își încărcau sistemul de operare de pe bandă (casetofon). Acestea aveau în general un scop educativ. De menționat:
Sistemul HC-85 bazat pe un procesor Z-80 și care foloseau un interpretor BASIC, urmat de HC-88 și HC-90. Producția acestor calculatoare a continuat și după revoluție, astfel că în anul 1993, ICE Felix a lansat în fabricație modelul HC-2000 care avea în dotare inclusiv unități de disc.
Sistemul TIM-S a reprezentat o copie după sistemul Sinclair conceput și produs în Marea Britanie
Sistemul aMiC conceput de către Institutul Politehnic București
Sistemul PRAE realizat la Cluj-Napoca

## Cărți și manuale din domeniul informaticii din perioada 1974-1991
- V. Baltac, I. Căruțașu, ș.a.: FELIX C-256 Structura și programarea calculatorului, Editura Tehnică, 1974
- Vasile Baltac: Optimizarea sistemelor de operare ale calculatoarelor electronice, Editura Facla, 1974
- H. Georgescu, O. Bâscă - Programarea în limbajul FORTRAN, Ed. Albatros, 1975
- O. Bâscă - Sisteme de operare și teleprelucrarea datelor, Tipografia UB, 1976
- Constantin P. Popovici - Curs de teoria algoritmilor. Funcții recursive și mașini Turing, Tipografia UB, 1976
- Constantin P. Popovici, Leon Livovschi, Nicolae Țăndăreanu - Curs de bazele informaticii automate și limbaje formale, Tipografia UB, 1976
- D. Vaida - Limbaje formale și tehnici de compilare, Tipografia UB, 1976
- I. Văduva și alții - Exercitii si probleme de programarea calculatoarelor, Tipografia UB, 1976
- A. Atanasiu - Probleme de limbaje formale și tehnici de compilare, Tipografia UB, 1977
- I. Văduva - Modele de simulare cu calculatorul, Ed. Tehnică, 1977
- Gr.  Moldovan - Scheme logice si programe FORTRAN, Ed. Didactica si Pedagogica, Bucuresti, 1978
- N. Tăndăreanu - Aplicații la cursul de bazele informaticii, Tipografia UB, 1978
- L. Livovschi - Bazele informaticii. Structura și functionarea calculatorului, Tipografia UB, 1979
- M. Popa - Limbajul COBOL și aplicații, Tipografia UB, 1978
- I. Văduva, T. Bălănescu, H.Georgescu, Ș. Gavrilă, M.Gheorghe, L.Sofonea - Concepte moderne de programare în limbajul PASCAL, Ed. 1 și 2- Tipografia UB, 1979
- I. Tomescu - Probleme de combinatorică și teoria grafurilor, Ed. didactică și pedagogică, 1981
- I. Tomescu, A. Leu - Matematica aplicată în tehnica de calcul, Ed. didactică și pedagogică, București, 1980
- Gh. Păun - Gramatici matriceale, Ed. Științifica și enciclopedică, 1981
- Gh. Păun - Gramatici contextuale, Ed. Academiei, 1982
- S. Rudeanu - Curs de bazele informaticii. Latici și algebre booleene, Tipografia UB, 1982
- I. Văduva, M.Lovin, M.Bogdan, D.Panaite - Limbajul SIMUB, manual de referință, Tipografia UB, 1982
- E. Căzănescu - Introducerea în teoria limbajelor formale, Ed. Academiei, 1983
- A. Mateescu, D. Vaida - Limbaje formale și tehnici de compilare - Capitole speciale de limbaje formale, Tipografia UB 1984
- Gh. Păun - Rezultate recente și probleme în teoria limbajelor formale, Ed. Științifică și enciclopedică, 1984
- I. Văduva, M. Popa - Culegere de exercitii de sisteme informatice, Tipografia UB 1984
- Vasile Baltac: Viitorul industriei de programe, Editura Academiei, 1985
- L. Livovschi, H. Georgescu - Sinteza și analiza algoritmilor, Ed. Științifica si Enciclopedica, 1986
- I. Streinu - LIST, limbaj de programare al inteligenței artificiale, Ed. Științifică și enciclopedică, 1986
- Ileana Popescu, O. Bâscă - Sisteme de operare, Tipografia UB, 1987
- L. State, I. Popescu - Metode probabiliste în inteligența artificială, Tipografia UB, 1987
- I. Popescu , Gh. Marinescu, I. Rizzoli, C. Ștefan - Probleme de analiză numerică rezolvate cu calculatorul, Editura Academiei, 1987
- Mihaela Malița, Mircea Malița - Bazele Inteligenței artificiale. Logici propoziționale, Ed. Tehnică, 1987
- M. Vlada, A. Posea - Grafică automată în limbajul FORTRAN 77 și aplicații, Tipografia UB, 1988
- Miklós Patrubány: Totul despre microprocesorul Z80, Editura Tehnică, 1989
- A. Atanasiu, Al.Mateescu - Probleme de limbaje formale, Tipografia UB, 1990
- M. Vlada, A.Posea, C. Constantinescu, I. Nistor - Grafică pe minicalculatoare și microcalculatoare compatibile IBM - PC. Aplicații în limbajele PASCAL și C, Tipografia UB, 1991.
- S. Rudeanu, C .P. Popovici, H.Georgescu - Curs de Bazele informaticii, vol. II, Tipografia UB, 1991.